# 632

## Decese
- 8 iunie: Profetul Mahomed (Abu al-Qasim Muhammad ibn 'Abd Allah ibn 'Abd al-Muttalib ibn Hashim) în orașul Mecca (azi Arabia Saudită), fondator al religiei islamice (n.c. 570)